# روپگانج
روپگانج (به لاتین: Rupganj) یک منطقهٔ مسکونی در بنگلادش است که در ناحیه ناراین‌گنج واقع شده‌است. روپگانج ۲۴۷٫۹۷ کیلومتر مربع مساحت و ۳۷۵٬۹۳۵ نفر جمعیت دارد.